# Lord Dunsany
Lord Dunsany este pseudonimul lui Edward Plunkett, al 18-lea Baron de Dunsany (n. 24 iulie 1878, Londra, Regatul Unit al Marii Britanii și Irlandei – d. 25 octombrie 1957, Dublin, Irlanda), scriitor, poet, dramaturg, romancier englez și irlandez. A scris majoritatea lucrărilor sale în genul fantastic (unele de groază).

## Legături externe
- Lord Dunsany: the author's page in the official family site
- Lucrări de Lord Dunsany la Proiectul Gutenberg
- Opere de sau despre Lord Dunsany la Internet Archive
- Lucrări de Edward Plunkett la Faded Page (Canada)
- Lucrări de Lord Dunsany la LibriVox (cărți audio aflate în domeniul public)
- Works by Lord Dunsany at Online Books
- Dunsany Bibliography, including cover images and summaries
- Review of Lord Dunsany's short stories by Jo Walton
- Edward Winter, Lord Dunsany and Chess (2006)
- Lord Dunsany la Library of Congress Authorities, cu 129 înregistrări de catalog